# Sadhu

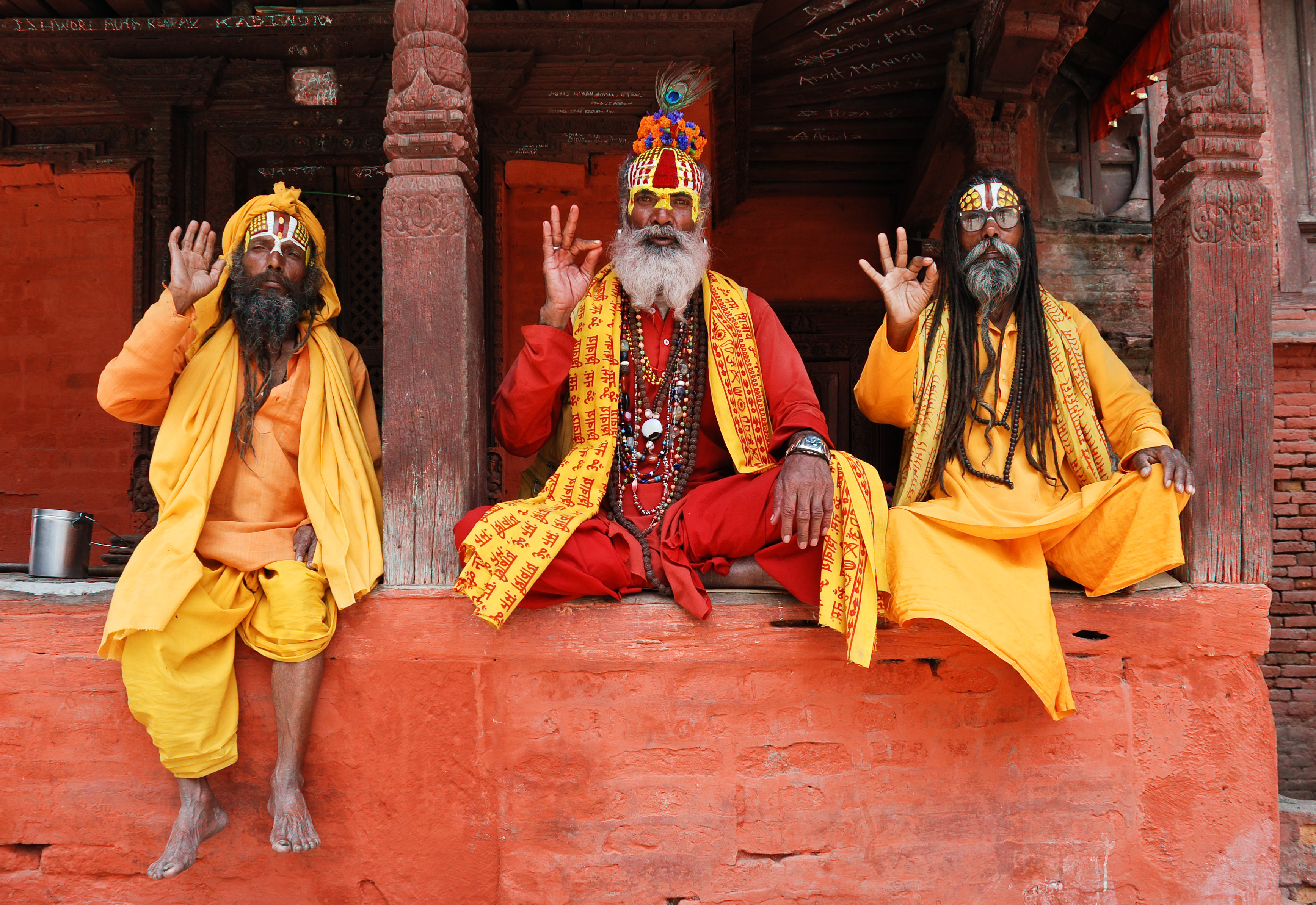
Três sadhus no Nepal

Sadhu, no hinduísmo, é um termo comum para designar um místico, um asceta, um praticante de ioga ou um monge andarilho. "Sadhu" é, também, uma expressão em sânscrito e páli usada como interjeição para algo bem-sucedido ou realizado com perfeição.

## Etimologia
A tradução para sädhu é "bom homem" e, para sädhvi, é "boa mulher". Se refere a quem tem a escolha de viver a vida em sociedades com foco na prática espiritual.
A origem da palavra vem de sädh, que significa "alcançar objetivos". A mesma origem é usada na palavra sädhana, que significa "prática espiritual".

## Rituais
Sadhus são sanyasi, ou renunciantes, que deixam todos os seus bens materiais e que moram nas cavernas, florestas e templos da Índia e do Nepal.
O sadhu é referido como Baba pelas pessoas comuns. A palavra baba também signifca pai, avô, ou tio em muitas línguas indianas.